# Hełm husarski

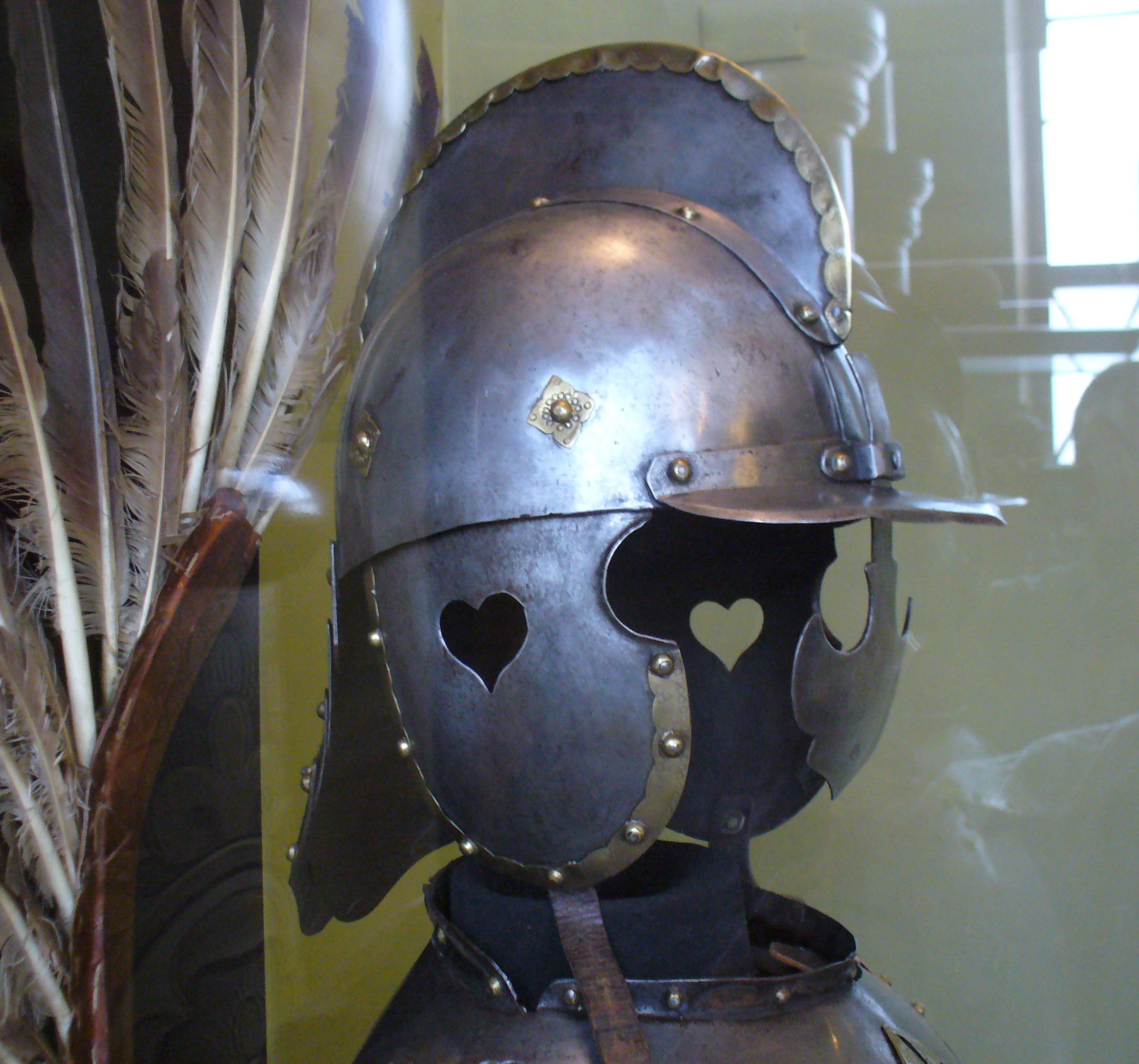
Hełm husarski

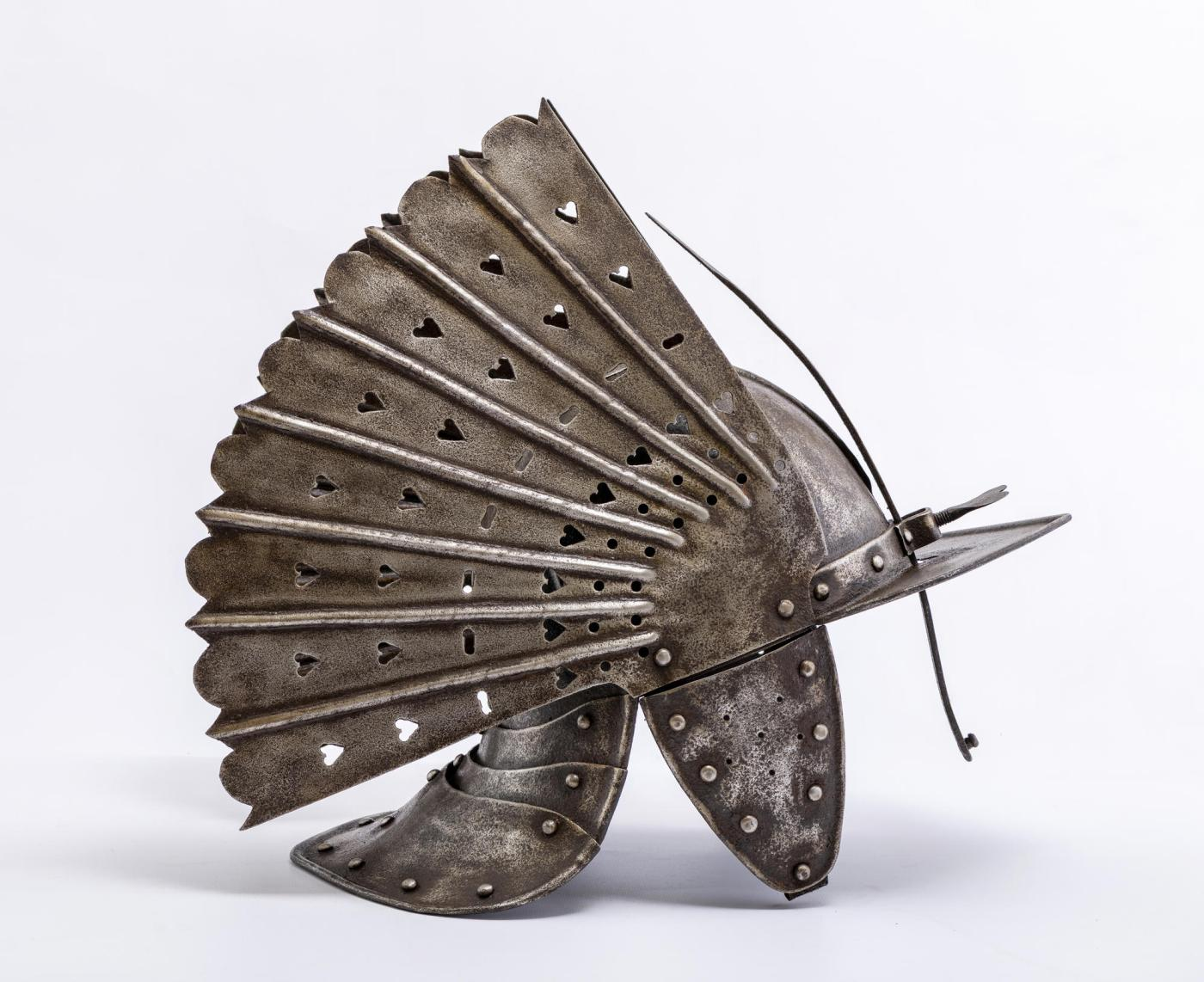
Szyszak husarski z ozdobnymi skrzydłami, XVIII wiek, Muzeum Ziem Wschodnich Dawnej Rzeczypospolitej

Hełm husarski – hełm w typie szyszaka używany przez polską husarię w XVI-XVIII wieku.

## Geneza
Hełm husarski wywodzi się od otwartego hełmu stożkowego pochodzenia wschodniego, zwanego też szyszakiem, który używany był w średniowiecznej Polsce i na Rusi. Elementem charakterystycznym szyszaka było jego zwieńczenie, tzw. szysz, w postaci tulei na pióropusz lub grot.

## Wygląd
Hełm husarski wykonany był z żelaza, składał się z półkolistego dzwonu, podszytego skórą z wysokim i efektownym grzebieniem. Grzebień najprawdopodobniej został przejęty od używanego na zachodzie Europy szturmaka. Do dolnej części dzwonu przynitowany był otok. Elementem charakterystycznym był przynitowany do otoku daszek z nosalem, który rozszerzał się na końcu w wydatną zasłonę twarzy, o kształcie zbliżonym do liścia. Jego wykrój nawiązywał wyraźnie do stylistyki wschodniej. Do otoku przymocowane były także nakarczek i policzki, w których wycięte były otwory słuchowe, najczęściej w formie serca.

## Znaczenie zdobień
Hełmy, podobnie jak cała zbroja husarska posiadały wiele elementów dekoracyjnych, np. mosiężne guzki umieszczone na policzkach. Dekoracje podkreślały pozycję społeczną i wojskową husarzy. Miało to duże znaczenie, gdyż husaria w Polsce to najpoważniejszy znak autoramentu narodowego, jednostka zarezerwowana dla najmożniejszych i najbardziej ambitnych, budząca podziw i zachwyt obcokrajowców.